# Rudolf Häussler

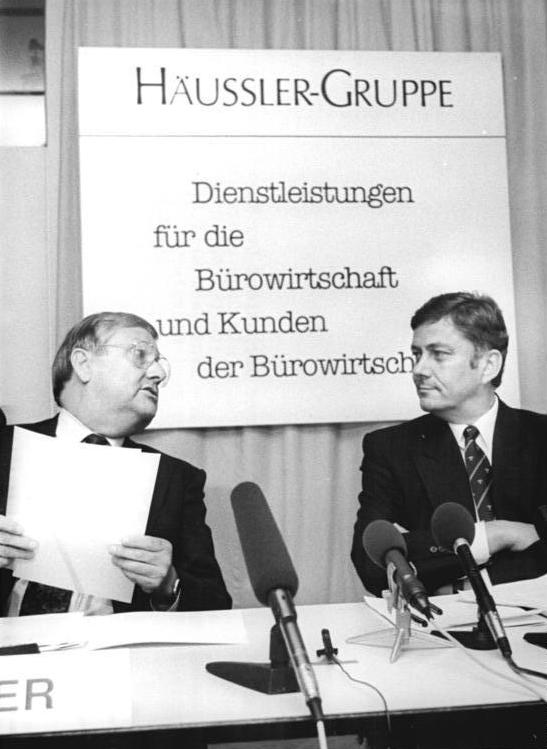
Rudi Häussler (links) und Wolfgang Berghofer

Rudolf „Rudi“ Häussler (* 21. April 1928) ist ein deutscher Unternehmer. Er ist Gründer der Stuttgarter Häussler-Gruppe, dem seinerzeit nach eigenen Angaben größten europäischen Komplettanbieter für Bürogebäude.

## Leben
Rudi Häussler besuchte das Karls-Gymnasium in Stuttgart. Mit 15 Jahren wurden er und seine Mitschüler als Flakhelfer eingezogen. Anfang 1945 flüchtete er mit drei Kameraden sechs Wochen lang von Krakau zurück nach Stuttgart.
Im Haus seiner Eltern im Stadtteil Rohr gründete Häussler 1949 zusammen mit einem Partner das Handelsunternehmen Häußler & Steinhilber, das Büromöbel und Büromaschinen verkaufte. In den 1980er Jahren vollzog Häussler eine Neuorientierung hin zum Komplettanbieter für schlüsselfertige Bürogebäude. Die Häussler-Gruppe verwirklichte als Investor und Bauherr auch Einkaufszentren, Hotels und Wohnanlagen. Bis heute hat die Häussler-Gruppe weltweit mehrere Dutzend Bauprojekte verwirklicht, 17 davon allein in Stuttgart. Zu den Kunden zählten Konzerne wie Daimler, IBM und SAP. Im September 2010 meldeten drei Unternehmen der Häussler-Gruppe Insolvenz an, alle weiteren (insgesamt 43) folgten.
Die Staatsanwaltschaft leitete daraufhin ein Ermittlungsverfahren ein. „Im Kern ging es [...] um die Vorwürfe der vorsätzlichen Insolvenzverschleppung (§ 15a Abs. 4 InsO) bei 38 Gesellschaften, die Verletzung der Buchführungspflicht (§ 283b StGB), Bankrott (§ 283 StGB), Betrug (§ 263 StGB) und Untreue zu Lasten von Geschäftspartnern, aber auch eigener Gesellschaften (§ 266 StGB).“ Das Verfahren wurde 2015 in sechs Fällen nach § 170 II StPO eingestellt, da die Staatsanwaltschaft nicht genügend Anhaltspunkte für eine Anklageerhebung fand. In weiteren Fällen wurde von einer Strafverfolgung wegen geringfügiger Schuld (§ 153 StPO) abgesehen.
Fünf der vielen Häussler-Projekte in Stuttgart sind die Mercedes-Benz-Bank am Pragsattel, die „SchwabenGalerie“ in Vaihingen (Einkaufszentrum mit Dienstleistern), das Daimler-Chrysler-Schulungszentrum, das Büro- und Geschäftshaus Häussler-City-Plaza und der zum Zeitpunkt der Insolvenz im Bau befindliche „Seepark“ (Wohnungen) in Möhringen nahe der Firmenzentrale (heute „Atlanta BusinessCenter“). Der „Seepark“ wurde später durch die Bietigheimer Wohnbau und die GWG übernommen und fertig gebaut.

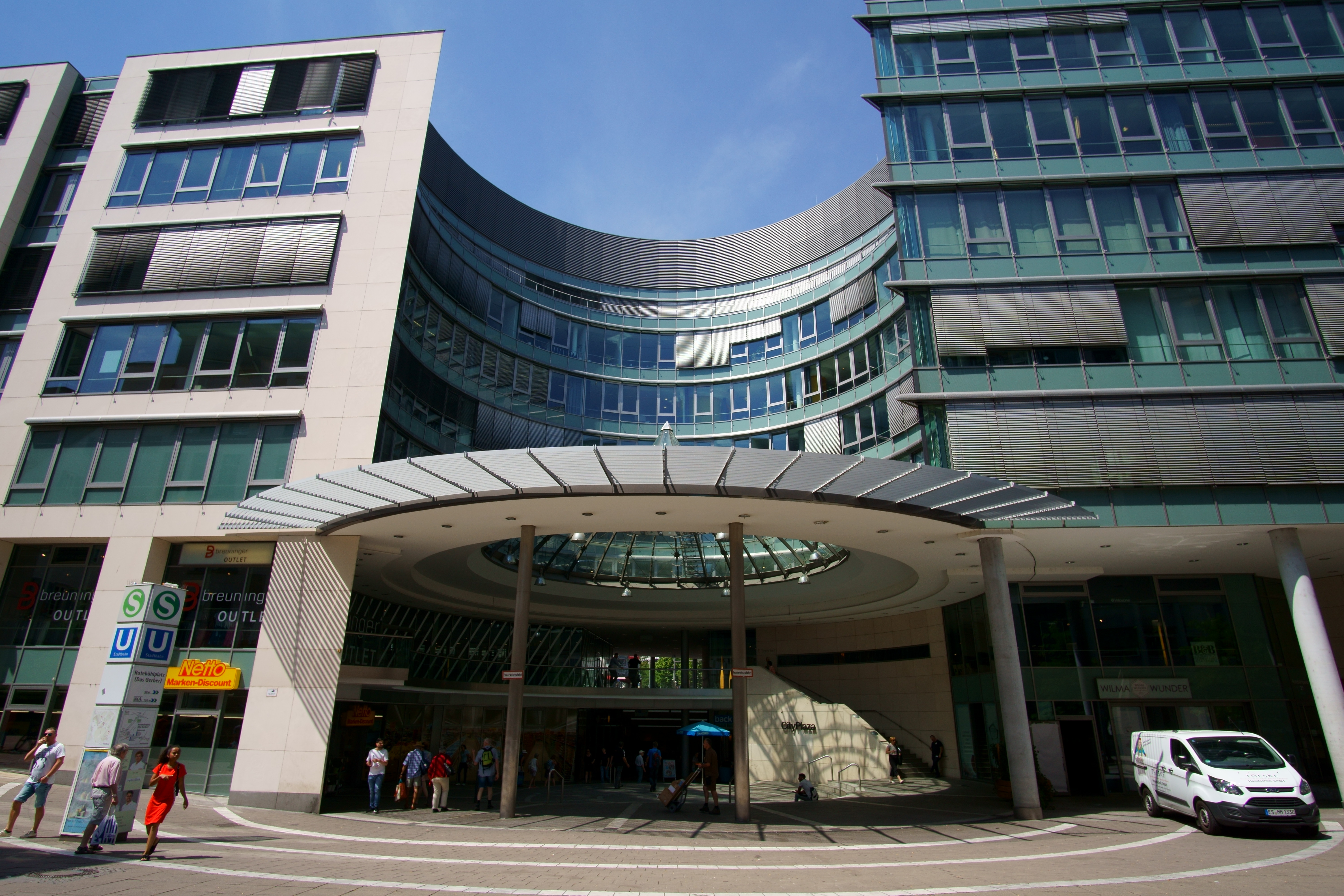
CityPlaza am Rotebühlplatz in Stuttgart

Rudi Häussler ist Gründer der „Stiftung zur Förderung der Semperoper“ in Dresden und Ehrensenator der Universität Hohenheim. Für Doktoranden auf den Gebieten „Informationsorientierte Unternehmensführung“ und „Internationalisierung der Wirtschaft“ stiftet er hier alle zwei Jahre den „Rudi-Häussler-Förderpreis“.
Rudi Häussler ist in zweiter Ehe verheiratet und kinderlos.

## Auszeichnungen
1992 wurde Häussler mit dem Bundesverdienstkreuz 1. Klasse ausgezeichnet und 2009 mit dem Großen Bundesverdienstkreuz. Außerdem ist er Träger der Verdienstmedaille und der Wirtschaftsmedaille des Landes Baden-Württemberg, des Sächsischen Verdienstordens sowie der Bürgermedaille der Landeshauptstadt Stuttgart (2008).